# Hydra (Algier)
Hydra (arabisch حيدرة Hīdra, DMG Ḥīdra, tamazight ⵃⵉⴷⵔⴰ; bis 1962 französisch Hydra) ist das teuerste Viertel im Zentrum der algerischen Hauptstadt Algier. Es ist geprägt von seinen teuren Restaurants und Hotels und beinhaltet das Bergbauministerium (Ministère des Mines). Er bildet das 18. Arrondissement der Stadt. Hydra gehört zum Sidi-M'Hamed-Kreis in der nordalgerischen AProvinz Algier und hat knapp 60.000 Einwohner.